# Gobicyon
A Gobicyon az emlősök (Mammalia) osztályának ragadozók (Carnivora) rendjébe, ezen belül a kutyafélék (Canidae) családjába tartozó fosszilis nem.

## Tudnivalók
A Gobicyon-fajok a középső miocén korszakban éltek, vagyis 13,65-11,608 millió évvel ezelőtt. Maradványaikat Kína középső részén fedezték fel.

## Rendszerezés
A nembe az alábbi 2 faj tartozik:
- Gobicyon macrognathus
- Gobicyon zhegalloi

## Fordítás
- Ez a szócikk részben vagy egészben  a   Gobicyon című angol Wikipédia-szócikk ezen változatának fordításán alapul.  Az eredeti cikk szerkesztőit annak laptörténete sorolja fel. Ez a jelzés csupán a megfogalmazás eredetét és a szerzői jogokat jelzi, nem szolgál a cikkben szereplő információk forrásmegjelöléseként.